# ترکیب آفین
ترکیب آفین از x1, … , xn x1, … , xn در ریاضیات، یک ترکیب خطی است:
{\displaystyle \sum _{i=1}^{n}{\alpha _{i}\cdot x_{i}}=\alpha _{1}x_{1}+\alpha _{2}x_{2}+\cdots +\alpha _{n}x_{n},}
به گونه ای که:
{\displaystyle \sum _{i=1}^{n}{\alpha _{i}}=1.}
در اینجا، x1, … , xn می‌تواند عناصر (بردار) یک فضای برداری روی یک میدان K باشد و ضرایب {\displaystyle \alpha _{i}}، عناصر K هستند.
هم چنین عناصر x1, … , xn x1, … , xn می‌تواند نقاط یک فضای اقلیدسی و به‌طور کلی تر، از یک فضای آفین روی یک میدان K باشد. در این مورد، {\displaystyle \alpha _{i}}‌ها عناصر K (یا {\displaystyle \mathbb {R} } برای فضای اقلیدسی) و ترکیب افین نیز یک نقطه است.
این مفهوم در هندسه اقلیدسی و هندسه آفین بنیادی است، زیرا مجموعه همه ترکیب‌های همبستهٔ مجموعه‌ای از نقاط، کوچک‌ترین فضای پیوندی حاوی نقاط را تشکیل می‌دهند؛ دقیقاً همان‌طور که ترکیب‌های خطی، مجموعه‌ای از بردارها پوشش خطی آن‌ها را تشکیل می‌دهند.
ترکیب‌های افین با هر تبدیل آفین T به این معنا جابه‌جا می‌شوند که:
{\displaystyle T\sum _{i=1}^{n}{\alpha _{i}\cdot x_{i}}=\sum _{i=1}^{n}{\alpha _{i}\cdot Tx_{i}}.}
به‌طور خاص، هر ترکیبی از نقاط ثابت یک تبدیل آفین معین {\displaystyle T} همزمان یک نقطه ثابت از {\displaystyle T} می‌باشد؛ بنابراین مجموعه نقاط ثابت از {\displaystyle T} یک فضای آفین را تشکیل می‌دهد (در فضای سه بعدی: یک خط یا یک صفحه، یک نقطه یا کل فضا).
هنگامی که یک ماتریس تصادفی A، روی یک بردار ستونی، b→ عمل می‌کند، نتیجه آن یک بردار آفین است که ورودی‌های آن ترکیبی از b→ با ضرایبی از ردیف‌های A هستند.